# Бриселски метро
Бриселски метро је брзи транзитни систем који опслужује велики део региона главног града Брисела. Састоји се од четири конвенционалне метро линије и три преметро линије. Линије метроа су М1, М2, М5 и М6 са неким заједничким деоницама, које покривају укупно 399 км,  са 59 станица само за метро. Мрежа преметроа састоји се од три трамвајске линије (Т4, Т7 и Т10) које делом саобраћају преко подземних деоница које је требало да буду претворене у метро линије. Подземне станице у мрежи преметро користе исти дизајн као и станице метроа. Постоји неколико кратких подземних трамвајских деоница, тако да има укупно 520 км подземне метро и трамвајске мреже.  Постоји укупно 69 метро и преметро станица од 2011. 
Бриселски метро је планиран почетком 1960-их да постане потпуно подземна мрежа. Првобитна мрежа, која је ишла између станица De Brouckère и Schuman, инаугурисана је 17. децембра 1969. као преметро трамваји, који су касније, 1976., претворени у заједнички део прве две линије метроа. Ове линије су се тада сматрале једном линијом са два крака.  4. априла 2009., са завршетком „петље“ линије 2, бриселски метро је значајно реорганизован.
Бриселски метро је под управом Бриселског интеркомуналног транспортног предузећа. Такође је важно превозно средство, повезујући се са шест железничких станица Националне железничке компаније Белгије, и многим трамвајским и аутобуским стајалиштима, као и са фламанским аутобусом Де Лијн и Валонија. Поред тога, неке метро станице нуде приградске железничке везе као део бриселске регионалне експресне мреже.
22. марта 2016. бомбардована је метро станица Малбек, при чему је погинуло око 20 људи, а повређено је 106. Одговорност је преузела Исламска држава.

## Будућност
Нова метро линија 3 се ствара од Брисела-Север преко Схарбека према Бордету. План је коначно одобрен 2013., са циљем да се изградња почне 2018. а рад 2022.  На крају, ово би било повезано са новом линијом на југу до Укела, која неће бити завршена пре 2025.  2021., преметро линија од Брисел-Север до Алберта, траса трамвајских линија 3 и 4, биће надограђена и биће уграђена у нову метро линију 3.